# Contra (album)
Contra is een album van de Amerikaanse indieband Vampire Weekend. Het album is in België uitgebracht op 11 januari 2010.
Het album bevat de singles Horchata, Cousins, Giving up the gun, Holiday en White sky.

## Tracklist
1. Horchata
2. White Sky
3. Holiday
4. California english
5. Taxi Cab
6. Run
7. Cousins
8. Giving up the gun
9. The diplomat's son
10. I think ur a contra